# Alam Ara
Alam Ara (hindi: आलम आरा, urdu: عالم آراء) är en indisk film från 1931 i regi av Ardeshir Irani. Det är den första indiska ljudfilmen.
Irani förstod tidigt vikten av ljudfilm på biografen och skyndade därför på produktionen med avsikten att hinna före andra samtida ljudfilmsprojekt. Alam Ara hade premiär på Majestic Cinema i Bombay 14 mars 1931. Filmen blev så populär att polis fick tillkallas för att kontrollera folkmassorna utanför biografen.
Filmen anses av det indiska filminstitutet National Film Archive of India (NFAI) vara förlorad.

## Handling

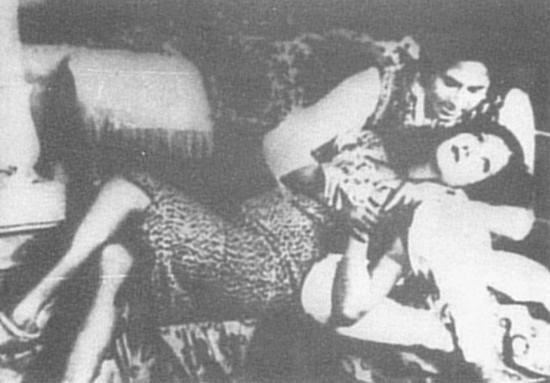
Stillbild från Alam Ara

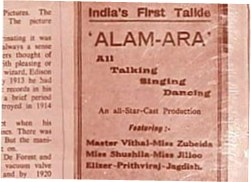
Tidningsannons för Alam Ara, 1931

Filmen som är en blandning av drama, romantik och fantasy är baserad på ett teatermanus av Joseph David, som senare kom att jobba för Irani som manusförfattare. Handlingen kretsar kring kungafamiljen i det fiktiva kungadömet Kumarpur. Filmens huvudkaraktärer är den åldrande barnlösa kungen och hans två trätande fruar, Dilbahar och Naubahar. Rivaliteten dem emellan eskalerar när en fakir förutspår att det är Navbahar som kommer att föda en son åt kungen.
Dilbahar försöker då få till det med rikets chefsminister, General Adil. Planen går i baklås vilket resulterar i att en hämndlysten Dilbahar fängslar honom och fördriver hans gravida fru. Levande i exil föder frun en dotter, Alam Ara. Modern dör vid födseln och hon växer upp hos nomader. Alam Ara får reda på att hon är general Adils dotter och att han sitter fängslad. Hon lämnar lägret och när hon till slut återvänder till slottet i Kumarpur träffar hon den unge prinsen som hon förälskar sig i. I slutet släpps General Adil fri, Dilbahar straffas och prinsen och Alam Ara gifter sig.

## Om filmen

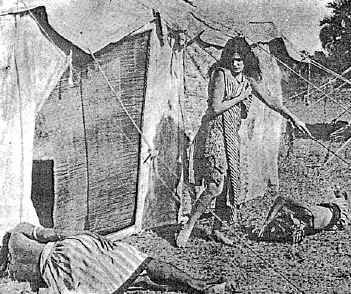
En scen från Alam Ara

Filmen var bland annat inspirerad av Jerome Kerns Teaterbåten från 1927. Både filmen och dess musik blev en vida succé. Sången "De de khuda ke naam per" som sjöngs av Wazir Mohammed Khan, som spelade fakir i filmen, blev populär och var den första sången i en indisk film. Det filmiska begreppet "Playback singer", som senare skulle bli standard i indisk film, hade ännu inte tagits i bruk utan man spelade in sången live med ackompanjemang av harmonium, tabla och violin.
Filmen markerade början på användandet av filmi i indisk film. Regissören Shyam Benegal har sagt: "Det var inte bara en talfilm. Det var en talande och sjungande film med mer sång och mindre tal. Den hade ett flertal sånger och det satte agendan för den typ av filmer som gjordes senare.

## Produktion

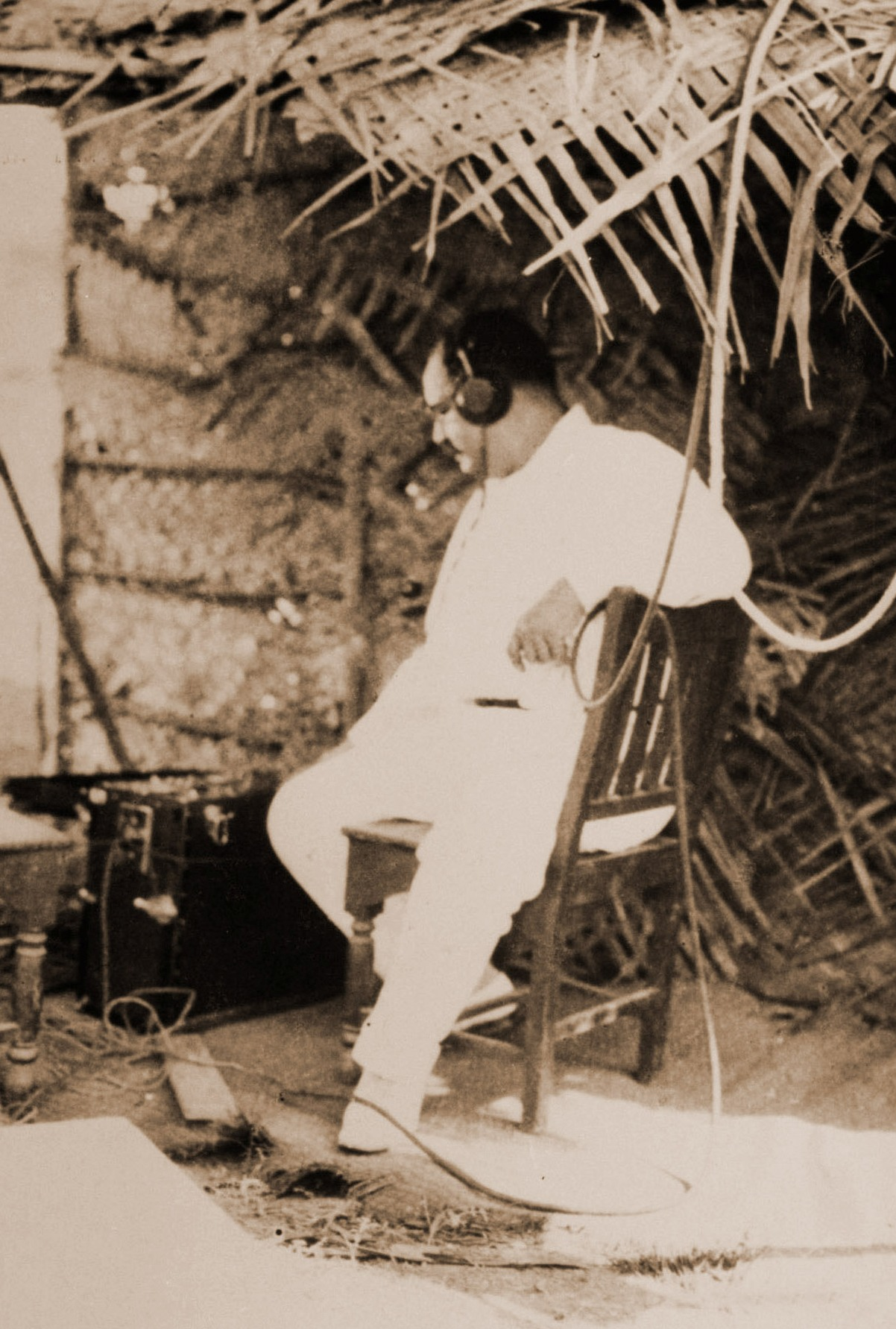
Ardeshir Irani vid ljudinspelning

Regissören Ardeshir Irani hade även hand om ljudet och använde sig av Tanar Sound System för ljudinspelningen. Den var filmad med en Tanar single-system-kamera med vilken bild och ljud upptogs samtidigt direkt på filmen. Då det vid tiden för inspelningen av filmen inte fanns några ljudisolerade filmstudior att tillgå filmades de flesta scenerna nattetid för att undvika att få med bullret från bland annat den närbelägna järnvägen som inte trafikerades på natten. Mikrofonerna var dolda och i direkt närhet till skådespelarna.

## Förlorad film
Det finns i dagsläget ingen känd kopia kvar av filmen. Det indiska filminstitutet National Film Archive of India (NFAI) säger att filmen är förlorad och att de inte har eller har haft någon kopia. Efterforskningar har gjorts så lång tillbaka som till 1967. Det har däremot felaktigt påståtts i media att den sista kopian brann upp i samband med att en del av filminstitutet brann 2003. Detta har senare dementerats av P.K. Nair på NFAI som träffade Ardeshir Irani 1967. Det som fann bevarat var stillbilder från inspelningen.

## Rollista
- Zubeida - Alam Ara
- Master Vithal - Prinsen
- Prithviraj Kapoor - General Adil
- Wazeer Mohammed Khan - Fakir
- Jagdish Sethi - Kung

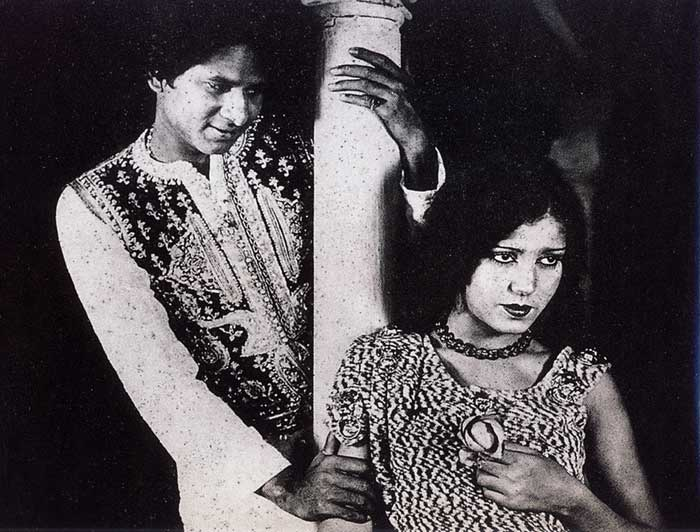
Master Vithal och Zubeida i en scen från filmen

- Zillu - Roll okänd, troligtvis en av kungens fruar.
- Sushila - Roll okänd, troligtvis en av kungens fruar.

## Filmmusik
Filmen innehåller 7 sånger och är skrivna av Ferozshah M. Mistri and B. Irani.
- "De de khuda ke naam pe" - Wazir Mohammed Khan
- "Badla Dilwayega Ya Rabb" - Zubeida
- "Rutha Hai Asman gum ho gaya mahatab" - Jillu
- "Teri Kaatil nigahon ne mara"
- "De dil ko aaram aye saki gulfam"
- "Bhar bhar ke jam pila ja sagar ke chalane bala"
- "Daras bina mare hai tarse naina pyare"